# 伊藤博文暗殺事件
伊藤博文暗殺事件（いとうひろぶみあんさつじけん）は、1909年（明治42年）10月26日、清の吉林省浜江庁ハルビン市（現・中華人民共和国黒龍江省ハルビン市南崗区・道裏区）のハルビン駅で、伊藤博文が襲撃され死亡した暗殺事件。大韓帝国の安重根による犯行であった。

## 事件まで

### 計画以前
日露戦争後の1905年（明治38年）9月、ポーツマス条約（日露講和条約）が締結され、ロシア帝国は大日本帝国による大韓帝国への進出を認めた。当時枢密院議長であった伊藤博文は特派大使に任命され、特命全権公使の林權助と共に韓国側へ迫り、11月17日には第二次日韓協約（五ヵ条条約）を締結させて、韓国外交を全面的に日本へ委任させることを認めさせた。これにより韓国統監府が置かれ、12月21日には伊藤は韓国統監に就任、約3年半に渡って韓国に駐在し、韓国併合のための基礎作りを行った。
1907年（明治40年）7月24日には、伊藤は韓国内の反日暴動を機会として第三次日韓協約（七ヵ条条約）を締結させ、韓国内政の全権を日本が掌握することを認めさせた。その他、皇太子の韓国訪問、東洋拓殖の設立、韓国皇帝の地方巡幸などを実現させ、韓国併合に大きな役割を果たしたため、韓国人民族主義者の標的となったとされる。
本事件の実行犯である安重根は、かねてより韓国復興のために各地で遊説を行っていたが、日露戦争後に伊藤博文が第二次日韓協約（五ヵ条条約）第三次日韓協約（七ヵ条条約）を制定したことに対し、これは兵力による圧迫により作られたもので、韓国皇帝や韓国総理大臣が同意したのでもないと考えた。安は以前、日露開戦の際の天皇の詔勅に、東洋の平和を維持し韓国の独立を強固にするとの内容が記されていることに感激した経緯があり、これら条約は日本皇帝の聖慮に反し、韓国国民を欺瞞したものであるとして、伊藤を暗殺し韓国の悲境を救わねばならない、と考えるに至った。
1909年（明治42年）の春頃には、安は同志の12人と共に「東洋平和の維持の出来る迄は、千辛万苦を共に堪えるように」と同盟し、同志らと共に左の人差し指を断指している。そして同志らの血で、国旗に「大韓獨立」の文字を記した。

### 準備
1909年（明治42年）10月10日から15日の間、大東共報社を安重根・禹徳淳（医師）・曹道先の3名が訪問して、伊藤博文暗殺を議論し、活動資金を無心した。ロシア人社長ミハイルロップは若干の金を渡し、寄稿文に共感していた編集長李剛から軍資金の100円を借りると、安重根は禹徳淳と1909年10月21日（陰暦9月8日）朝にウラジオストク（浦潮）を出発し、10月22日、ハルビン市（哈爾浜）に到着した。両名はそれぞれブローニング社製のピストル、6連発と7連発を携行していた。途中ボクラニチナーヤで下車して、劉東夏にロシア語通訳として同行を頼んだが、彼には計画は伝えなかった。この日、禹と劉と共にハルビン駅周辺を下見して記念撮影。列車の到着時刻などを確認した。
ハルビンでは曹道先と合流。金成白（金聖伯）の家に泊まった。旅費がすでに30円しかなかったので、部外者の金から50円借りた。10月23日、妻子を迎えにいくと劉東夏には言い、彼を残して3名で蔡家溝に向かった。24日、安は単独行動し、電報で大東共報の李剛に借金50円の返済を頼み、さらに1,000円送金してくれるように頼んだ。同じく電報でハルビンの劉に伊藤の動向を問い合わせたが、内容が要領を得ないものだったので、禹徳淳と曹道先を蔡家溝駅で見張らせるために残して、25日（陰暦12日）に安だけがハルビンに戻った。結局、安はロシアで発行されていた漢字新聞『遠東報』 を見て翌日に伊藤が列車で来ることを知って、1人で決行することになった。安と劉はこの日は停車場に泊まった。安は劉から6円と金時計を貰い、逃走時に備えて、劉を500メートル程離れた場所に馬車で待機させた。朝7時に停車場に姿を現し、安はさらに2時間喫茶店で時間を潰して列車の到着時刻を待った。

## 事件

### 決行
10月26日午前9時、伊藤を乗せた列車はハルビン駅に到着。プラットフォームではロシアと清の儀仗兵と軍楽隊が整列しており、1時間前から待機していたココツェフが、 イヴァン・コロストヴェッツ駐清ロシア公使、ヴェンツェリ中東鉄道副理事長、ホルヴァート中東鉄道管理局長と共に車内へ行き、「衷心より閣下の御安着を祝す」と挨拶して簡単なやり取りを交わした。それからココツェフが、出迎えの警備隊を閲兵してほしいと希望し、伊藤は正装の準備ができていないとして一度辞退したものの、重ねて勧められたため承諾し、ホームへ降り立った。
安は列車が到着したため急いで喫茶店を出たところ、伊藤は既に降車して、ロシアの出迎えの武官らに挨拶しているところだった。伊藤がロシア兵の間を行き過ぎ、各国領事団の方向に方向に進んでいる間、安は機会を窺い、伊藤が領事団の前から引き返そうとしたところで、ロシア兵の隊列の間から手を伸ばし、午前9時30分、10歩ほどの至近距離から伊藤の右側部を目がけて拳銃を発砲した。このとき、続けて2・3発を発射したが、相手が伊藤であるかは自信がつかなかったため、やや銃口を左に向け、再度2・3発を発射した。自伝によれば、安は伊藤の顔を知らず、「顔が黄ばんだ白髭の背の低い老人」を伊藤博文であると思い、その人物に向けて4発を発砲した。しかし人違いで失敗したとあっては一大事と考えて、「その後ろにいた人物の中で最も威厳のあった人物」にもさらに3発連射したと言う。ただし事件直後の古谷秘書官の電報では、7連発銃のうち6発が発砲されたと報告されている。ロシアの捜査記録によると、最初2連射があって、安重根は3発目を左手を右肘に添えて冷静に狙い撃ったとされる。直後にロシア鉄道警察の署長代理ニキホルホ騎兵大尉が捕えようと飛びかかったが、安はこれを力づくで振り払って、銃撃を続けようとした。日本の新聞が載せた安がロシア兵に向けて発砲したとの目撃証言 はこの動作であろう。騎兵大尉の妨害を受けながら撃ったために次の連射は著しく目標を外した。周りにいたロシア兵が加勢して安を地面に引き倒し、その際にピストルが手から落ちた。ロシア兵の証言では安は「最後の銃弾で自殺を試みたが、失敗したようだ」 と言うが、ここまでが30-40秒ほどの間の出来事である。
安重根は、その場でロシア官憲に逮捕された。捕縛される直前、または捕縛されながら、「コレアウラー（Корея Ура 大韓国万歳）」を三唱し、停車場の一室に監禁された。ロシア語で叫んだのは、世界の人々に最もよくわかる言葉を選んだため、とのちに安は供述している。
伊藤は胸・腹部に被弾して「三発貰った、誰だ」と言って倒れた。中村是公（または室田義文）がすぐに駆け寄って伊藤を抱きかかえ、ロシア軍の将校と兵士の介助で列車内に運び込んだ。同行の宮内庁御用係で伊藤の主治医小山善が治療にあたって止血を試み、歓迎のために駅に来ていた成田十郎ら日本人医師2名、ロシア人医師1名がこれを手伝った。古谷秘書官は本国に電報して凶報を、桂太郎総理と伊藤夫人に伝えた。伊藤は少しブランデーを口にして、しばらく意識があった。犯人は誰かと聞き、ロシア官憲からの報告でそれが朝鮮人だと聞いて「そうか。馬鹿な奴だ」と一言、短く言った。
伊藤に命中した3発のうち、第一弾は右上膊中央外面からその上膊を穿通（貫通）して第七肋間に向かい、恐らく水平に射入したもので、胸内に出血が多く、恐らく弾は左肺の内部にあるとされた。第二弾は右肘関節外側からその関節を通じて第九肋間に入り、胸腹を穿通し、左季肋の下に弾を留めていた。第三弾は上腹部中央において右側から射入し、左直腹筋の中に留まっていた。これら3ヶ所のうち、2ヶ所が致命傷となった。伊藤は次第に衰弱して昏睡状態に陥り、約30分後の午前10時に死亡した。
また、他の3発により負傷者も発生している。随行員・ハルビン総領事の川上俊彦は腕を銃弾が貫通、満鉄理事の田中清次郎は足を貫通、宮相秘書官の森泰二郎は腕と肩に命中した。
伊藤の死亡が確認されると、ココツェフは自らデパートへ赴き、花を購って手向けたとされる。午前11時40分に伊藤の遺体を乗せて列車は南へと出発し、その間ホームでは讃美歌『シオンにおわす我らが主は何と偉大かな』が演奏されていた。ホルヴァート管理局長やコロストヴェッツ公使など11名が寛城子駅まで同乗して弔意を表したほか、沿線各駅では警備隊が敬礼するなど、突然の出来事ながらロシア側は礼を尽くした。伊藤の遺体は大連から横須賀へ日本の軍艦で移送され、11月4日に明治天皇の勅命により、東京で国葬が営まれた。

### 身柄引き渡し
満洲鉄道関連施設で捜索権を持っていたロシア官憲は、蔡家溝駅に残っていた禹徳淳と曹道先を、既に挙動を怪しみ監視していたところを、事件発生後に逮捕。すぐに背後関係を調べて20名余を尋問し、劉東夏、張首明、金成玉、金澤信、卓公圭、洪時濤、金成燁、鄭大鎬の8人を新たに逮捕した。更に日本の警察の要請により、新たに金麗水、鄭瑞雨、方任瞻、李珍玉、金衡在の5人を逮捕した。
ロシアではこれらを韓国国籍者と断じ、日韓協約により韓国人の管理指揮権を持つ日本の管轄として、即座に日本当局への送致を決定した。10月中に逮捕者らはハルビン駐在日本総領事へと引き渡され、総領事はこれらのうち、安重根、禹徳淳、曹道先、劉東夏、金成玉、金麗水、金衡在、卓公圭、鄭大鎬の9人を被疑者として関東都督府地方法院に送致。最終的には安重根、禹徳淳、曹道先、劉東夏の4人が起訴されることとなった。
このように日露間の協力がスムーズにいったのは事前の取り決めがあったからである。2年前の1907年、金才童（キム・ジェドン）がハルビンで日本人を殺害した事件で、ロシアが裁判を主管する権利を主張したことがあり、このときに小村外相が、第二次日韓協約（1905年）によって在外韓国人の保護は日本の管轄になったこと、同じく同条約により日本を介する以外で対外交渉できない韓国政府とは協議する必要はないことを、川上総領事に訓令して対処させ、金を引き渡させたことがあった。翌年、日本は明治四十一年法律第五十二号（満洲ニ於ケル領事裁判ニ関スル件）を制定して国内法を整備し、同法第三条「満洲に駐在する領事館の管轄に属する刑事に関し国交上必要あるときは外務大臣は関東都督府地方法院をして其の裁判をなさしむる事を得る」の規定 により裁判管轄の行政手続きをはっきりと定めていた。清国は韓清通商条約により韓国人に治外法権を認めていたので、国内で起きた事件であったにもかかわらず、一切干渉することはできなかった。すなわち大韓帝国の委任により日本の主管で裁判は処理されることになるわけである。
他方、事件は劉東夏も驚愕させた。彼は安が暗殺を決行したことを知ってその場から逃走し、酷く狼狽して金氏の家に帰ってきて、冷水を飲んで精神を落ち着ける必要があった。しかし前述のように彼もまた芋蔓式にロシア官憲に逮捕されている。

## 留置中
安重根は、ピストルのほかに短刀も所持しており、逮捕時に押収された。尋問したロシア国境管区のミレル検事によると、安は最初は非常に興奮した様子だったが、自分の身元や犯行の動機について淡々と供述したと言う。ただしこの時「暗殺は自分一人の意志でやったことで、共謀者はいない」 との嘘の供述もした。安は動機を「祖国のために復讐した」とだけ語った。ミレル検事は安の声の調子について「傲慢な声だった」 と表現している。連行される際には伊藤は生きていたので、安は暗殺の成否を知らなかったが、この14時間の尋問の最中に伊藤の死亡を知った。安は暗殺成功を神に感謝して、事務室の壁に掛かっていた聖像の前で祈りをささげ、十字を切って「私は敢えて重大な犯罪を犯すことにしました。私は自分の人生を我が祖国に捧げました。これは気高き愛国者としての行動です」と述べた。
一方、新聞は伊藤の暗殺をトップニュースで伝え、速報では兇漢は「二十歳ぐらいの朝鮮人」とし、第一報（28日付）で犯人の氏名は「ウンチアン」または「ウンチヤン」として報じた。
当時（朝鮮）統監府の警視であった相葉清の回顧によれば真相はこうである。10月26日夜遅くに事件の報せがあり、「ウン・チアンという朝鮮人が伊藤統監を殺した。彼に関する調査記録を送れ」との指令を受けた。統監府には非常招集がかかり、深夜に幹部会議が開かれたが、不逞鮮人名簿に「ウン・チアン」という氏名はなかった。そもそも「ウン」という姓の朝鮮人が国勢調査では記録がなかったのだと言う。そうするうちに1人の課長がロシア検察が調査した名前であれば洋式に名・姓の順で表記したのではないかと指摘した。なるほど「アン・ウンチ」と読んでみると似た発音の「アン・ウンチル（安應七）」が名簿から出てきて、安應七が安重根なる者であることが判明したのだという。
新聞で事件を知った洪神父は、大韓帝国のカトリック教会からは大罪を犯した安重根にサクラメントを施してはならないという命令が出されたにもかかわらず、議論において殴り合うほど 懇意であった彼のために予審中に旅順を訪れて、心の支えとなった。安は収監中に官吏に対して、應七ではなく自分を洗礼名「多黙」と呼ぶよう主張したといわれる。ただし死刑執行命令記録原本には、氏名を安應七と明記しており、應七と呼ばれていた可能性が高い。

## 裁判
安重根は旅順の関東都督府地方法院で、まず1909年11月13日（伊藤博文の葬儀から9日後）、予審を受け、これが11月16日に結審した後に重罪公判に移された。裁判官は眞鍋十藏が単独で務め、検事は溝淵孝雄、弁護人は関東州弁護士会の水野吉太郎と鎌田正治が担当した。ロシア・イギリス・スペイン・朝鮮など各国の弁護士からも弁護の申し込みがあったが、言語は異なり不便であることから不許可となっている。但し森長（1969）は、「各国弁護人が水野を通じて証拠の提供その他の弁護活動をすることを認めたようである」としている。
第一回公判は1910年（明治43年）2月7日に開かれた。続いて2月8日・9日・10日（論告）・12日（弁論）・14日（判決）と、公判は連日に渡って開かれた。傍聴席200席は、日本の軍官憲をはじめ、ロシアや韓国の弁護士なども傍聴し、連日満員だった。

### 動機
安重根は眞鍋裁判長により決行後に逃亡や自決をしなかったのはなぜかと尋ねられると、伊藤公爵を斃すことが目的ではなく韓国義軍（大韓義軍）の参謀中将として韓国独立東洋平和を成し遂げるのが終生の事業であり、自殺や逃走など卑劣なまねはせず一刻でも長く生きて（裁判で）日本の暴挙を世界に告発すると言った。裁判長から公爵が命を落とし随行員3名も負傷したことをどう感じているのか問われると、安は随行員の負傷は気の毒であるが、伊藤の死は年来の願望であったと述べた。さらに裁判長から切断された小指のことを尋ねられると、同志と血書をしたためた経緯を説明し、義軍の総大将である金都世という人物の自分は部下であり、彼が同胞の司令官であると述べた。
予審において特に注目を集めたのが動機である。検察官溝淵孝雄に動機を尋ねられた際に、安は下記のような伊藤博文を暗殺した15の理由を列挙した。この有名な15条は明治42年当時の新聞で広く日本や世界に公表された。
陳述で、伊藤は韓国の逆賊であるだけでなく日本の大逆賊でもあり、伊藤が孝明天皇を殺したという14番目の理由の説明を口にしかけた時には、過激発言であるとして眞鍋裁判長の判断で公聴は途中で中断され、傍聴人には退廷が命じられた。

### 弁護
安重根らが逮捕されたと知った大東共報は募金を公募した。安の弟安定根は、兄の写真で5種類のはがきを作り、ハワイに300枚、サンフランシスコに500枚を送った。集まった金のうち1万円の大金で英国人弁護士ダグラスなる人物を雇い、2,400円を家族の保護のための費用に当てた。
官選弁護士の1人であった鎌田正治は、まず、清国での犯罪について韓国人に対して裁判権が及ばないこと、韓清通商条約を理由に治外法権があるために清国領土内における韓国人の犯罪には韓国刑法を適用すべきことを指摘して、日本帝国刑法が主管する本法廷の管轄外であると主張したが、これは前述の理由で眞鍋裁判長に退けられただけでなく、安本人も人を殺して裁く法がないとは道理が合わぬと不満を述べる始末だった。次に主任官選弁護士水野吉太郎が、安の行動と幕末の志士とを比較して、安は朝鮮の志士であるという弁論を展開して、情状酌量を求め、殺人罪としては最も軽い懲役3年が妥当であると主張した。

### 判決
判決は、1910年2月14日午前10時30分頃、ロシア法学士ヤブゼンスキー夫人、韓国人弁護士安秉瓚、ロシア弁護士ミカエローフおよびロシア領事館員、安の従弟安明根、そして多数の日本の新聞記者が傍聴する中で、眞鍋裁判長によって言い渡された。安と共犯3名は全員が有罪判決を受けた。
安重根は殺人罪により死刑、禹徳淳は殺人予備罪により懲役3年、曹道先と劉東夏は殺人幇助罪により懲役1年6ヶ月の判決が下された。
公判で以前に単独で暗殺を計画したが未遂に終わったと供述した禹は判決に異存を述べず、曹も同様に黙っていたが、通訳として同行しただけで暗殺計画について全く知らなかったと供述した劉は「早く家に帰してくれ」と言って泣き出し、動かなかったため、廷丁に抱えられての退廷となった。しかし連累者の刑としては比較的短期であり、軽かったことには朝鮮や欧米でも驚きがあったと言う。安は、自分は捕虜であり裁判そのものが不当であると憤慨したとされ、通訳から判決を聞くと泰然自若として更に意見を述べようとしたが、通訳から異議があれば5日以内に控訴するよう諭された。
実際に関東都督府法院は二審制で、高等法院への控訴も可能であったが、結果として4人はいずれも断念している。安は1910年（明治43年）3月26日、旅順監獄で死刑を執行された。

## 影響
事件発生以前の7月には、既に日本の議会は韓国併合の方針を決定しており、併合は事件の影響を受けることなく進められた。翌1910年（明治43年）8月29日、韓国併合ニ関スル条約が締結され、大韓帝国は消滅した。